# 己智帯成
己智 帯成（こち の おびなり、生没年不詳）は、奈良時代の仏師、絵仏師。

## 経歴・人物
天平宝字年間（757年 - 765年）ごろに活躍した。己智氏は秦氏と同族の中国系渡来氏族である。 
『正倉院文書』によると天平勝宝6年（754年）には近江石山院造仏所の仏師であった。石山院を基にした石山寺創建の際、天平宝字5年（761年）から翌年にかけて本尊の塑造如意輪観音像と脇侍の金剛蔵王像、執金剛神像を制作した。制作にあたって志斐公麻呂と息長常人らを指導したと伝わる。